# Xavier Dorison
Xavier Dorison (París, 8 d'octubre de 1972) és un guionista de còmic francès.

## Carrera
Llicenciat en una escola de negocis, va debutar amb la sèrie Le Troisième Testament el 1997. Després va escriure Prophet per a Mathieu Lauffray el 2000, Sanctuaire per a Christophe Bec el 2001 i WEST per a Christian Rossi el 2003.
L'any 2006 va escriure el guió de la pel·lícula Les Brigades du Tigre. El 2007, va començar una nova sèrie de còmics amb Matthieu Lauffray, Long John Silver que va tenir molt d'èxit.
Des del 2009, també ensenya guió a l'École Émile-Cohl (Lió) i a Gallimard en el marc dels tallers NRF. Fa de script doctor en moltes pel·lícules.
Entre 2012 i 2016, va col·laborar amb el dibuixant Thomas Allart a la sèrie de política-ficció financièra HSE (Human Stock Exchange), que va rebre una acollida tèbia a Actua BD però va ser destacada a Le Monde, Le Monde diplomatique, La Tribune, Valeurs contemporaine, Le Matin i altres publicacions periòdiques.
També va escriure el one-shot medieval Le Maître d'Armes, posat en imatges per Joël Parnotte.
L'agost de 2014, es formalitza la represa de l'escriptura de la sèrie Thorgal de Dorison. El guionista substitueix llavors Yves Sente, responsable creatiu de la sèrie i del seu univers estès. Dorison treballa en el tom 35 de la sèrie mare, Le Feu écarlate, i en la sèrie derivada Kriss de Valnor, de la qual signa els guions dels volums 6 i 7, en associació amb Mathieu Mariolle. El 2016, després d'un total de tres àlbums per a la saga, va abandonar la sèrie sobtadament, mentre se suposava que havia de concloure diverses intrigues de Thorgal en un esperat volum 36. Mariolle conclourà doncs en solitari la sèrie derivada Kriss de Valnor, i és Yann, ja guionista de les altres dues sèries derivades, Louve i La jeunesse de Thorgal, qui conclourà el cicle iniciat per Yves Sente i reorientat per Dorison amb un àlbum publicat a finals de 2018.
Després d'escriure el guió del díptic western-fantàstic Ulysse 1781 a Delcourt, va tornar al seu èxit de vendes Undertaker. Dos toms van sortir el 2017 i un altre el 2019.
Al mateix temps, va llançar una sèrie fantàstica amb Dargaud, Aristophania. Amb Félix Delep, va llançar Le Château des Animaux, una sèrie d'animals inspirada en La rebel·lió dels animals de George Orwell; el primer volum va aparèixer l'any 2018.
L'any 2020 va ser reclutat a l'"Equip Vermell", un grup de 10 autors de ciència-ficció encarregats de fer previsió per al Ministeri de les Forces Armades, imaginant-se "futures crisis geopolítiques i disrupcions tecnològiques que involucren els militars", Per defensar la"sobirania de França".
El desembre 2020, anuncia l'estrena d'una novel·la gràfica sobre Goldorak, publicat l'octubre de 2021. La història té lloc després del final de la sèrie d'animació.

## Obra

### One shot
- Une aventure des Brigades du Tigre, Glénat «Grafica», 2006 ISBN 978-2-7234-5402-5

Guió: Xavier Dorison i Fabien Nury - Dibuix: Jean-Yves Delitte - Color: Patricia Faucon
- Comment faire fortune en juin 40, Casterman, 2015 ISBN 978-2-203-09181-8

Guió: Xavier Dorison i Fabien Nury - Dibuix: Laurent Astier - Color: Laurence Croix
- Goldorak,[15][16] Kana, 2021 ISBN 978-2-505-06342-1

Guió: Denis Bajram i Xavier Dorison, a partir de l'obra de Go Nagai - Dibuix: Brice Cossu, Xavier Dorison i Alexis Sentenac - Color: Yoann Guillo
- Le Maître d'armes, Dargaud, 2015 ISBN 978-2-505-07846-3

Guió: Xavier Dorison - Dibuix: Joël Parnotte - Color: Joël Parnotte

### Sèries

#### Aristophania
- 1 Le Royaume d’Azur, Dargaud, gener 2019 ISBN 978-2-505-07004-7
- 2 Progredientes, Dargaud, octubre 2019 ISBN 978-2-505-07559-2
- 3 La Source Aurore, Dargaud, octubre 2020 ISBN 978-2-505-08408-2

Guió: Xavier Dorison - Dibuix i colors: Joël Parnotte

#### Asgard
- 1 Pied-de-Fer, Dargaud, 2012 ISBN 978-2-505-01382-2
- 2 Le Serpent-MondeDargaud, 2013 ISBN 978-2-505-01669-4

Guió: Xavier Dorison - Dibuix: Ralph Meyer - Colors: Caroline Delabie i Ralph Meyer

#### Black Lord
- 1 Somalie : Année 0, Glénat «Grafica», 2014 ISBN 978-2-7234-9361-1

Guió: Guillaume Dorison i Xavier Dorison - Dibuix: Jean-Michel Ponzio

#### Le Chant du cygne
- 1 Déjà morts demain, Le Lombard, 2014 ISBN 978-2-8036-3408-8
- 2 Qu’un seul nous entende, Le Lombard, 2016 ISBN 978-2-8036-3562-7

Guió: Xavier Dorison i Emmanuel Herzet - Dibuix i colors: Cédric Babouche

#### Le Château des animaux
- 1 La Gazette du château nº 1, Casterman, 2018 ISBN 978-2-203-15844-3
- 2 La Gazette du château nº 2, Casterman, 2019
- 3 La Gazette du château nº 3, Casterman, 2019
- 1 Miss Bengalore, Casterman, 2019, Selecció oficial del Festival d'Angulema 2020
- 2 Les Marguerites de l'hiver, Casterman, 2020

Guió: Xavier Dorison - Dibuix: Félix Delep - Colors: Jessica Bodart

#### HSE (Human Stock Exchange)
- 1 Tom 1, Dargaud, 2012 ISBN 978-2-205-06640-1

Guió: Xavier Dorison - Dibuix: Thomas Allart - Colors: Thomas Allart, Céline Bessonneau i Jean-Jacques Chagnaud
- 2 Tom 2, Dargaud, 2014 ISBN 978-2-205-06777-4

Guió: Xavier Dorison - Dibuix: Thomas Allart - Colors: Jean-Jacques Chagnaud
- 3 Tom 3, Dargaud, 2016 ISBN 978-2-205-06940-2

Guió: Xavier Dorison - Dibuix: Thomas Allart - Colors: Christian Lerolle

#### Kimi et Harry
- 1 Tom 1, Tartamundo, 2011 ISBN 978-2-910867-38-6

Guió: Joris Cordell i Kadija Kane - Dibuix: Pesca - Colors: Xavier Dorison

#### Long John Silver
- 1 Lady Vivian Hastings, Dargaud, 2007 ISBN 978-2-205-05683-9

Guió: Xavier Dorison, Dibuix: Mathieu Lauffray - Colors: Mathieu Lauffray i Thimothée Montaigne
- 2 Neptune, Dargaud, 2008 ISBN 978-2-205-06024-9
- 3 Le Labyrinthe d'Émeraude, Dargaud, 2010 ISBN 978-2-205-06348-6
- 4 Guyanacapac, Dargaud, 2013 ISBN 978-2-205-06751-4

Guió: Xavier Dorison i Mathieu Lauffray - Dibuix: Mathieu Lauffray - Colors: Mathieu Lauffray

#### Les Mondes de Thorgal - Kriss de Valnor
- 6 L'Île des enfants perdus, Dargaud, 2015 ISBN 978-2-8036-3547-4

Guió: Xavier Dorison i Mathieu Mariolle - Dibuix: Roman Surzhenko - Colors: Matteo Vattani
- 7 La Montagne du temps, Dargaud, 2017 ISBN 978-2-8036-3702-7
- 8 [Le Maître de justice, Dargaud, 2018 ISBN 978-2-8036-7283-7

Guió: Xavier Dorison i Mathieu Mariolle - Dibuix: Fred Vignaux - Colors: Gaétan Georges

#### Prophet
- 1 Ante Genesem, Les Humanoïdes Associés, 2000 ISBN 2-7316-1388-2

Guió: Xavier Dorison - Dibuix i colors: Mathieu Lauffray

#### Red Skin
- 1 Welcome to America, Glénat «Grafica», 2014 ISBN 978-2-356-48455-0
- 2 Jacky, Glénat «Grafica», 2016 ISBN 978-2-344-01593-3

Guió: Xavier Dorison - Dibuix: Terry Dodson - Colors: Terry Dodson

#### Sanctuaire
- 1 USS Nebraska, Les Humanoïdes Associés, 2001 ISBN 2-7316-1458-7
- 2 Le Puits des abîmes, Les Humanoïdes Associés, 2002 ISBN 2-7316-6144-5
- 3 Môth, Les Humanoïdes Associés, 2002 ISBN 2-7316-6308-1

Guió: Xavier Dorison - Dibuix: Christophe Bec - Colors: Homer Reyes

#### Les Sentinelles
- 1 Juillet-août 1914 - Les Moissons d'acier, Robert Laffont, 2008 ISBN 978-2-221-10676-1
- 2 Septembre 1914 - La Marne, Delcourt, 2009 ISBN 978-2-7560-1881-2
- 3 Avril 1915 - Ypres, Delcourt, 2011 ISBN 978-2-7560-1907-9
- 4 Avril 1915 - Les Dardanelles, Delcourt, 2014 ISBN 978-2-7560-2547-6

Guió: Xavier Dorison - Dibuix i colors: Enrique Breccia

#### Le Syndrome d'Abel
- 1 Exil, Glénat «Caractère», 2008 ISBN 978-2-7234-4496-5
- 2 Kôma Glénat «Caractère», 2015 ISBN 978-2-7234-7298-2
- 3 Au-delà..., Glénat «Caractère», 2015 ISBN 978-2-7234-9732-9

Guió: Xavier Dorison - Dibuix i colors: Richard Marazano

#### Thorgal
- 35 Le Feu écarlate, Le Lombard, 2016 ISBN 978-2-8036-3548-1

Guió: Xavier Dorison - Dibuix i colors: Grzegorz Rosiński

#### Le Troisième Testament
- 1 Marc ou le Réveil du lion, Glénat «Grafica», 1997 ISBN 2-7234-2325-5
- 2 Matthieu ou le Visage de l'ange, Glénat «Grafica», 1998 ISBN 2-7234-2659-9
- 3 Luc ou le Souffle du taureau, Glénat «Grafica», 2000 ISBN 2-7234-3000-6

Guió: Xavier Dorison - Dibuix i colors: Alex Alice
- 4 Jean ou le Jour du corbeau, Glénat «Grafica», 2003 ISBN 2-7234-3732-9

Guió: Alex Alice i Xavier Dorison - Dibuix i colors: Alex Alice

#### Le Troisième Testament - Julius
- 1 Livre 1, Glénat, 2010 ISBN 978-2-7234-6447-5

Guió: Alex Alice i Xavier Dorison - Dibuix: Robin Recht - Colors: François Lapierre

#### Ulysse 1781
- 1 Le Cyclope 1, Delcourt «Conquistador», 2015 ISBN 978-2-7560-4089-9
- 2 Le Cyclope 2, Delcourt «Conquistador», 2016 ISBN 978-2-7560-5454-4

Guió: Xavier Dorison - Dibuix: Éric Hérenguel - Colors: Sébastien Lamirand

#### Undertaker
- 1 Le Mangeur d'or, Dargaud, 2015 ISBN 978-2-505-06137-3
- 2 La Danse des vautours, Dargaud, 2015 ISBN 978-2-505-06354-4
- 3 L'Ogre de Sutter Camp, Dargaud, 2017 ISBN 978-2-505-06538-8
- 4 L'Ombre d'Hippocrate, Dargaud, 2017 ISBN 978-2-505-06820-4
- 5 L'Indien Blanc, Dargaud, 2019 ISBN 978-2-505-07531-8

Guió: Xavier Dorison - Dibuix: Ralph Meyer - Colors: Caroline Delabie i Ralph Meyer

#### W.E.S.T.
- 1 La Chute de Babylone, Dargaud, 2003 ISBN 2-205-05069-9
- 2 Century Club, Dargaud, 2003 ISBN 2-205-05558-5
- 3 El Santero, Dargaud, 2006 ISBN 2-205-05762-6
- 4 'Le 46e État, Dargaud, 2008 ISBN 978-2-205-05964-9
- 5 Megan, Dargaud, 2009 ISBN 978-2-205-06168-0
- 6 Seth, Dargaud, 2011 ISBN 978-2-205-06402-5

Guió: Xavier Dorison i Fabien Nury - Dibuix: Christian Rossi - Colors: Christian Rossi

#### XIII Mystery
- 1 La Mangouste, Dargaud, 2008 ISBN 978-2-505-00472-1

Guió: Xavier Dorison - Dibuix: Ralph Meyer - Colors: Caroline Delabie i Ralph Meyer

## Filmografia com a guionista
- 2006: Les Brigades du Tigre de Jérôme Cornuau, en col·laboració amb Fabien Nury
- 2012: Pour toi j'ai tué de Laurent Heynemann, pel·lícula de televisió en col·laboració amb Fabien Nury

## Premis i reconeixements
- 2014: Premi Mireille-Lantéri per Pour toi j'ai tué (amb Fabien Nury)
- 2016: Premi Saint-Michel pel guió de Comment faire fortune en juin 40 (amb Fabien Nury)[17]
- 2016: premi internacional de manga per Le Maître d'Armes (amb Joël Parnotte)[18][19]
- 2016: Premi de la BD Fnac Belgique[20][21] per a Undertaker, tom 1: The Gold Eater, dibuixos de Ralph Meyer
- 2016: Finalista Premi de la BD Fnac France Inter[22] per a Undertaker, volum 1: The Gold Eater, dibuixos de Ralph Meyer